# Krakowskie Przedmieście din Lublin
Krakowskie Przedmieście – în Lublin, stradă principală, parțial închisă traficului auto și transformată în alee pietonală pe porțiunea dintre strada Kapucyńska și Piața Władysław Łokietko.
O lungă perioadă de timp a fost principala arteră de comunicație a orașului, ca parte a drumului imperial care venea de la Cracovia, trecea prin Lublin și mergea la Minsk și Moscova. De la începuturi, a jucat și rol comercial și de servicii, aici aflându-se principalele birouri și instituții municipale.